# Список астероїдів (16301—16400)
| Назва                            | Тимчасове позначення | Дата відкриття    | Місце відкриття                      | Відкривач                                              |
| -------------------------------- | -------------------- | ----------------- | ------------------------------------ | ------------------------------------------------------ |
| (16301) 6576 P-L                 | 6576 P-L             | 24 вересня 1960   | Паломарська обсерваторія             | К. Й. ван Гаутен, І. ван Гаутен-Ґроневельд, Т. Герельс |
| (16302) 6634 P-L                 | 6634 P-L             | 24 вересня 1960   | Паломарська обсерваторія             | К. Й. ван Гаутен, І. ван Гаутен-Ґроневельд, Т. Герельс |
| (16303) 6639 P-L                 | 6639 P-L             | 24 вересня 1960   | Паломарська обсерваторія             | К. Й. ван Гаутен, І. ван Гаутен-Ґроневельд, Т. Герельс |
| (16304) 6704 P-L                 | 6704 P-L             | 24 вересня 1960   | Паломарська обсерваторія             | К. Й. ван Гаутен, І. ван Гаутен-Ґроневельд, Т. Герельс |
| (16305) 6707 P-L                 | 6707 P-L             | 24 вересня 1960   | Паломарська обсерваторія             | К. Й. ван Гаутен, І. ван Гаутен-Ґроневельд, Т. Герельс |
| (16306) 6797 P-L                 | 6797 P-L             | 24 вересня 1960   | Паломарська обсерваторія             | К. Й. ван Гаутен, І. ван Гаутен-Ґроневельд, Т. Герельс |
| (16307) 7569 P-L                 | 7569 P-L             | 17 жовтня 1960    | Паломарська обсерваторія             | К. Й. ван Гаутен, І. ван Гаутен-Ґроневельд, Т. Герельс |
| (16308) 7627 P-L                 | 7627 P-L             | 22 жовтня 1960    | Паломарська обсерваторія             | К. Й. ван Гаутен, І. ван Гаутен-Ґроневельд, Т. Герельс |
| (16309) 9054 P-L                 | 9054 P-L             | 17 жовтня 1960    | Паломарська обсерваторія             | К. Й. ван Гаутен, І. ван Гаутен-Ґроневельд, Т. Герельс |
| (16310) 1043 T-1                 | 1043 T-1             | 25 березня 1971   | Паломарська обсерваторія             | К. Й. ван Гаутен, І. ван Гаутен-Ґроневельд, Т. Герельс |
| (16311) 1102 T-1                 | 1102 T-1             | 25 березня 1971   | Паломарська обсерваторія             | К. Й. ван Гаутен, І. ван Гаутен-Ґроневельд, Т. Герельс |
| (16312) 1122 T-1                 | 1122 T-1             | 25 березня 1971   | Паломарська обсерваторія             | К. Й. ван Гаутен, І. ван Гаутен-Ґроневельд, Т. Герельс |
| (16313) 1199 T-1                 | 1199 T-1             | 25 березня 1971   | Паломарська обсерваторія             | К. Й. ван Гаутен, І. ван Гаутен-Ґроневельд, Т. Герельс |
| (16314) 1248 T-1                 | 1248 T-1             | 25 березня 1971   | Паломарська обсерваторія             | К. Й. ван Гаутен, І. ван Гаутен-Ґроневельд, Т. Герельс |
| (16315) 2055 T-1                 | 2055 T-1             | 25 березня 1971   | Паломарська обсерваторія             | К. Й. ван Гаутен, І. ван Гаутен-Ґроневельд, Т. Герельс |
| (16316) 2089 T-1                 | 2089 T-1             | 25 березня 1971   | Паломарська обсерваторія             | К. Й. ван Гаутен, І. ван Гаутен-Ґроневельд, Т. Герельс |
| (16317) 2127 T-1                 | 2127 T-1             | 25 березня 1971   | Паломарська обсерваторія             | К. Й. ван Гаутен, І. ван Гаутен-Ґроневельд, Т. Герельс |
| (16318) 2128 T-1                 | 2128 T-1             | 25 березня 1971   | Паломарська обсерваторія             | К. Й. ван Гаутен, І. ван Гаутен-Ґроневельд, Т. Герельс |
| (16319) 3252 T-1                 | 3252 T-1             | 26 березня 1971   | Паломарська обсерваторія             | К. Й. ван Гаутен, І. ван Гаутен-Ґроневельд, Т. Герельс |
| (16320) 4078 T-1                 | 4078 T-1             | 26 березня 1971   | Паломарська обсерваторія             | К. Й. ван Гаутен, І. ван Гаутен-Ґроневельд, Т. Герельс |
| (16321) 4225 T-1                 | 4225 T-1             | 26 березня 1971   | Паломарська обсерваторія             | К. Й. ван Гаутен, І. ван Гаутен-Ґроневельд, Т. Герельс |
| (16322) 4409 T-1                 | 4409 T-1             | 26 березня 1971   | Паломарська обсерваторія             | К. Й. ван Гаутен, І. ван Гаутен-Ґроневельд, Т. Герельс |
| (16323) 1107 T-2                 | 1107 T-2             | 29 вересня 1973   | Паломарська обсерваторія             | К. Й. ван Гаутен, І. ван Гаутен-Ґроневельд, Т. Герельс |
| (16324) 1181 T-2                 | 1181 T-2             | 29 вересня 1973   | Паломарська обсерваторія             | К. Й. ван Гаутен, І. ван Гаутен-Ґроневельд, Т. Герельс |
| (16325) 1332 T-2                 | 1332 T-2             | 29 вересня 1973   | Паломарська обсерваторія             | К. Й. ван Гаутен, І. ван Гаутен-Ґроневельд, Т. Герельс |
| (16326) 2052 T-2                 | 2052 T-2             | 29 вересня 1973   | Паломарська обсерваторія             | К. Й. ван Гаутен, І. ван Гаутен-Ґроневельд, Т. Герельс |
| (16327) 3092 T-2                 | 3092 T-2             | 30 вересня 1973   | Паломарська обсерваторія             | К. Й. ван Гаутен, І. ван Гаутен-Ґроневельд, Т. Герельс |
| (16328) 3111 T-2                 | 3111 T-2             | 30 вересня 1973   | Паломарська обсерваторія             | К. Й. ван Гаутен, І. ван Гаутен-Ґроневельд, Т. Герельс |
| (16329) 3255 T-2                 | 3255 T-2             | 30 вересня 1973   | Паломарська обсерваторія             | К. Й. ван Гаутен, І. ван Гаутен-Ґроневельд, Т. Герельс |
| (16330) 3276 T-2                 | 3276 T-2             | 30 вересня 1973   | Паломарська обсерваторія             | К. Й. ван Гаутен, І. ван Гаутен-Ґроневельд, Т. Герельс |
| (16331) 4101 T-2                 | 4101 T-2             | 29 вересня 1973   | Паломарська обсерваторія             | К. Й. ван Гаутен, І. ван Гаутен-Ґроневельд, Т. Герельс |
| (16332) 4117 T-2                 | 4117 T-2             | 29 вересня 1973   | Паломарська обсерваторія             | К. Й. ван Гаутен, І. ван Гаутен-Ґроневельд, Т. Герельс |
| (16333) 4122 T-2                 | 4122 T-2             | 29 вересня 1973   | Паломарська обсерваторія             | К. Й. ван Гаутен, І. ван Гаутен-Ґроневельд, Т. Герельс |
| (16334) 4278 T-2                 | 4278 T-2             | 29 вересня 1973   | Паломарська обсерваторія             | К. Й. ван Гаутен, І. ван Гаутен-Ґроневельд, Т. Герельс |
| (16335) 5058 T-2                 | 5058 T-2             | 25 вересня 1973   | Паломарська обсерваторія             | К. Й. ван Гаутен, І. ван Гаутен-Ґроневельд, Т. Герельс |
| (16336) 5080 T-2                 | 5080 T-2             | 25 вересня 1973   | Паломарська обсерваторія             | К. Й. ван Гаутен, І. ван Гаутен-Ґроневельд, Т. Герельс |
| (16337) 5087 T-2                 | 5087 T-2             | 25 вересня 1973   | Паломарська обсерваторія             | К. Й. ван Гаутен, І. ван Гаутен-Ґроневельд, Т. Герельс |
| (16338) 1106 T-3                 | 1106 T-3             | 17 жовтня 1977    | Паломарська обсерваторія             | К. Й. ван Гаутен, І. ван Гаутен-Ґроневельд, Т. Герельс |
| (16339) 2053 T-3                 | 2053 T-3             | 16 жовтня 1977    | Паломарська обсерваторія             | К. Й. ван Гаутен, І. ван Гаутен-Ґроневельд, Т. Герельс |
| (16340) 2110 T-3                 | 2110 T-3             | 16 жовтня 1977    | Паломарська обсерваторія             | К. Й. ван Гаутен, І. ван Гаутен-Ґроневельд, Т. Герельс |
| (16341) 2182 T-3                 | 2182 T-3             | 16 жовтня 1977    | Паломарська обсерваторія             | К. Й. ван Гаутен, І. ван Гаутен-Ґроневельд, Т. Герельс |
| (16342) 2271 T-3                 | 2271 T-3             | 16 жовтня 1977    | Паломарська обсерваторія             | К. Й. ван Гаутен, І. ван Гаутен-Ґроневельд, Т. Герельс |
| (16343) 2326 T-3                 | 2326 T-3             | 16 жовтня 1977    | Паломарська обсерваторія             | К. Й. ван Гаутен, І. ван Гаутен-Ґроневельд, Т. Герельс |
| (16344) 2370 T-3                 | 2370 T-3             | 16 жовтня 1977    | Паломарська обсерваторія             | К. Й. ван Гаутен, І. ван Гаутен-Ґроневельд, Т. Герельс |
| (16345) 2391 T-3                 | 2391 T-3             | 16 жовтня 1977    | Паломарська обсерваторія             | К. Й. ван Гаутен, І. ван Гаутен-Ґроневельд, Т. Герельс |
| (16346) 2682 T-3                 | 2682 T-3             | 11 жовтня 1977    | Паломарська обсерваторія             | К. Й. ван Гаутен, І. ван Гаутен-Ґроневельд, Т. Герельс |
| (16347) 3256 T-3                 | 3256 T-3             | 16 жовтня 1977    | Паломарська обсерваторія             | К. Й. ван Гаутен, І. ван Гаутен-Ґроневельд, Т. Герельс |
| (16348) 3465 T-3                 | 3465 T-3             | 16 жовтня 1977    | Паломарська обсерваторія             | К. Й. ван Гаутен, І. ван Гаутен-Ґроневельд, Т. Герельс |
| (16349) 4062 T-3                 | 4062 T-3             | 16 жовтня 1977    | Паломарська обсерваторія             | К. Й. ван Гаутен, І. ван Гаутен-Ґроневельд, Т. Герельс |
| (16350) 1964 VZ2                 | 1964 VZ2             | 11 листопада 1964 | Обсерваторія Цзицзіньшань            | Обсерваторія Червона Гора                              |
| (16351) 1971 US                  | 1971 US              | 26 жовтня 1971    | Гамбурзька обсерваторія              | Любош Когоутек                                         |
| (16352) 1974 FF                  | 1974 FF              | 22 березня 1974   | Астрономічна станція Серро Ель Робле | Карлос Торрес                                          |
| (16353) 1974 WB                  | 1974 WB              | 16 листопада 1974 | Гарвардська обсерваторія             | Гарвардська обсерваторія                               |
| (16354) 1975 SN1                 | 1975 SN1             | 30 вересня 1975   | Паломарська обсерваторія             | Ш. Дж. Бас                                             |
| 16355 Бубер (Buber)              | 1975 UA1             | 29 жовтня 1975    | Обсерваторія Карла Шварцшильда       | Ф. Бернґен                                             |
| 16356 Унівбалттех (Univbalttech) | 1976 GV2             | 1 квітня 1976     | КрАО                                 | Черних Микола Степанович                               |
| 16357 Risanpei                   | 1976 UP18            | 22 жовтня 1976    | Обсерваторія Кісо                    | Хірокі Косаї, Кіїтіро Фурукава                         |
| 16358 Плесецьк (Plesetsk)        | 1976 YN7             | 20 грудня 1976    | КрАО                                 | Черних Микола Степанович                               |
| (16359) 1978 VO4                 | 1978 VO4             | 7 листопада 1978  | Паломарська обсерваторія             | Е. Гелін, Ш. Дж. Бас                                   |
| (16360) 1978 VY5                 | 1978 VY5             | 7 листопада 1978  | Паломарська обсерваторія             | Е. Гелін, Ш. Дж. Бас                                   |
| (16361) 1979 MS1                 | 1979 MS1             | 25 червня 1979    | Обсерваторія Сайдинг-Спрінг          | Е. Гелін, Ш. Дж. Бас                                   |
| (16362) 1979 MJ4                 | 1979 MJ4             | 25 червня 1979    | Обсерваторія Сайдинг-Спрінг          | Е. Гелін, Ш. Дж. Бас                                   |
| (16363) 1979 MT4                 | 1979 MT4             | 25 червня 1979    | Обсерваторія Сайдинг-Спрінг          | Е. Гелін, Ш. Дж. Бас                                   |
| (16364) 1979 MA5                 | 1979 MA5             | 25 червня 1979    | Обсерваторія Сайдинг-Спрінг          | Е. Гелін, Ш. Дж. Бас                                   |
| (16365) 1979 MK5                 | 1979 MK5             | 25 червня 1979    | Обсерваторія Сайдинг-Спрінг          | Е. Гелін, Ш. Дж. Бас                                   |
| (16366) 1979 ME7                 | 1979 ME7             | 25 червня 1979    | Обсерваторія Сайдинг-Спрінг          | Е. Гелін, Ш. Дж. Бас                                   |
| (16367) 1980 FS4                 | 1980 FS4             | 16 березня 1980   | Обсерваторія Ла-Сілья                | Клаес-Інґвар Лаґерквіст                                |
| 16368 Citta di Alba              | 1981 DF              | 28 лютого 1981    | Обсерваторія Ла-Сілья                | Анрі Дебеонь, Джованні де Санктіс                      |
| (16369) 1981 DJ                  | 1981 DJ              | 28 лютого 1981    | Обсерваторія Сайдинг-Спрінг          | Ш. Дж. Бас                                             |
| (16370) 1981 DA2                 | 1981 DA2             | 28 лютого 1981    | Обсерваторія Сайдинг-Спрінг          | Ш. Дж. Бас                                             |
| (16371) 1981 DQ3                 | 1981 DQ3             | 28 лютого 1981    | Обсерваторія Сайдинг-Спрінг          | Ш. Дж. Бас                                             |
| (16372) 1981 EP1                 | 1981 EP1             | 7 березня 1981    | Обсерваторія Ла-Сілья                | Анрі Дебеонь, Джованні де Санктіс                      |
| (16373) 1981 ES5                 | 1981 ES5             | 7 березня 1981    | Обсерваторія Сайдинг-Спрінг          | Ш. Дж. Бас                                             |
| (16374) 1981 EA10                | 1981 EA10            | 1 березня 1981    | Обсерваторія Сайдинг-Спрінг          | Ш. Дж. Бас                                             |
| (16375) 1981 EM10                | 1981 EM10            | 1 березня 1981    | Обсерваторія Сайдинг-Спрінг          | Ш. Дж. Бас                                             |
| (16376) 1981 EX10                | 1981 EX10            | 1 березня 1981    | Обсерваторія Сайдинг-Спрінг          | Ш. Дж. Бас                                             |
| (16377) 1981 EY11                | 1981 EY11            | 7 березня 1981    | Обсерваторія Сайдинг-Спрінг          | Ш. Дж. Бас                                             |
| (16378) 1981 ET17                | 1981 ET17            | 2 березня 1981    | Обсерваторія Сайдинг-Спрінг          | Ш. Дж. Бас                                             |
| (16379) 1981 EJ18                | 1981 EJ18            | 2 березня 1981    | Обсерваторія Сайдинг-Спрінг          | Ш. Дж. Бас                                             |
| (16380) 1981 EJ20                | 1981 EJ20            | 2 березня 1981    | Обсерваторія Сайдинг-Спрінг          | Ш. Дж. Бас                                             |
| (16381) 1981 EG25                | 1981 EG25            | 2 березня 1981    | Обсерваторія Сайдинг-Спрінг          | Ш. Дж. Бас                                             |
| (16382) 1981 ER27                | 1981 ER27            | 2 березня 1981    | Обсерваторія Сайдинг-Спрінг          | Ш. Дж. Бас                                             |
| (16383) 1981 EV30                | 1981 EV30            | 2 березня 1981    | Обсерваторія Сайдинг-Спрінг          | Ш. Дж. Бас                                             |
| (16384) 1981 ES31                | 1981 ES31            | 2 березня 1981    | Обсерваторія Сайдинг-Спрінг          | Ш. Дж. Бас                                             |
| (16385) 1981 EQ32                | 1981 EQ32            | 7 березня 1981    | Обсерваторія Сайдинг-Спрінг          | Ш. Дж. Бас                                             |
| (16386) 1981 ET34                | 1981 ET34            | 2 березня 1981    | Обсерваторія Сайдинг-Спрінг          | Ш. Дж. Бас                                             |
| (16387) 1981 EB37                | 1981 EB37            | 11 березня 1981   | Обсерваторія Сайдинг-Спрінг          | Ш. Дж. Бас                                             |
| (16388) 1981 EA39                | 1981 EA39            | 2 березня 1981    | Обсерваторія Сайдинг-Спрінг          | Ш. Дж. Бас                                             |
| (16389) 1981 EC39                | 1981 EC39            | 2 березня 1981    | Обсерваторія Сайдинг-Спрінг          | Ш. Дж. Бас                                             |
| (16390) 1981 EG39                | 1981 EG39            | 2 березня 1981    | Обсерваторія Сайдинг-Спрінг          | Ш. Дж. Бас                                             |
| (16391) 1981 EM40                | 1981 EM40            | 2 березня 1981    | Обсерваторія Сайдинг-Спрінг          | Ш. Дж. Бас                                             |
| (16392) 1981 EP42                | 1981 EP42            | 2 березня 1981    | Обсерваторія Сайдинг-Спрінг          | Ш. Дж. Бас                                             |
| (16393) 1981 QS                  | 1981 QS              | 24 серпня 1981    | Обсерваторія Клеть                   | Ладіслав Брожек                                        |
| (16394) 1981 QD4                 | 1981 QD4             | 30 серпня 1981    | Паломарська обсерваторія             | Ш. Дж. Бас                                             |
| 16395 Ioannpravednyj             | 1981 US14            | 23 жовтня 1981    | КрАО                                 | Людмила Черних                                         |
| (16396) 1981 UN22                | 1981 UN22            | 24 жовтня 1981    | Паломарська обсерваторія             | Ш. Дж. Бас                                             |
| (16397) 1982 JS2                 | 1982 JS2             | 15 травня 1982    | Паломарська обсерваторія             | Е. Гелін, Юджин Шумейкер                               |
| 16398 Гуммель (Hummel)           | 1982 SN3             | 24 вересня 1982   | Обсерваторія Карла Шварцшильда       | Ф. Бернґен                                             |
| (16399) 1983 RF2                 | 1983 RF2             | 14 вересня 1983   | Станція Андерсон-Меса                | Едвард Бовелл                                          |
| (16400) 1984 SS1                 | 1984 SS1             | 27 вересня 1984   | Обсерваторія Клеть                   | Зденька Ваврова                                        |

| ← Астероїди 10001—20000 → |             |             |             |             |             |             |             |             |             |
| 10001—10100               | 11001—11100 | 12001—12100 | 13001—13100 | 14001—14100 | 15001—15100 | 16001—16100 | 17001—17100 | 18001—18100 | 19001—19100 |
| 10101—10200               | 11101—11200 | 12101—12200 | 13101—13200 | 14101—14200 | 15101—15200 | 16101—16200 | 17101—17200 | 18101—18200 | 19101—19200 |
| 10201—10300               | 11201—11300 | 12201—12300 | 13201—13300 | 14201—14300 | 15201—15300 | 16201—16300 | 17201—17300 | 18201—18300 | 19201—19300 |
| 10301—10400               | 11301—11400 | 12301—12400 | 13301—13400 | 14301—14400 | 15301—15400 | 16301—16400 | 17301—17400 | 18301—18400 | 19301—19400 |
| 10401—10500               | 11401—11500 | 12401—12500 | 13401—13500 | 14401—14500 | 15401—15500 | 16401—16500 | 17401—17500 | 18401—18500 | 19401—19500 |
| 10501—10600               | 11501—11600 | 12501—12600 | 13501—13600 | 14501—14600 | 15501—15600 | 16501—16600 | 17501—17600 | 18501—18600 | 19501—19600 |
| 10601—10700               | 11601—11700 | 12601—12700 | 13601—13700 | 14601—14700 | 15601—15700 | 16601—16700 | 17601—17700 | 18601—18700 | 19601—19700 |
| 10701—10800               | 11701—11800 | 12701—12800 | 13701—13800 | 14701—14800 | 15701—15800 | 16701—16800 | 17701—17800 | 18701—18800 | 19701—19800 |
| 10801—10900               | 11801—11900 | 12801—12900 | 13801—13900 | 14801—14900 | 15801—15900 | 16801—16900 | 17801—17900 | 18801—18900 | 19801—19900 |
| 10901—11000               | 11901—12000 | 12901—13000 | 13901—14000 | 14901—15000 | 15901—16000 | 16901—17000 | 17901—18000 | 18901—19000 | 19901—20000 |